# 디스코

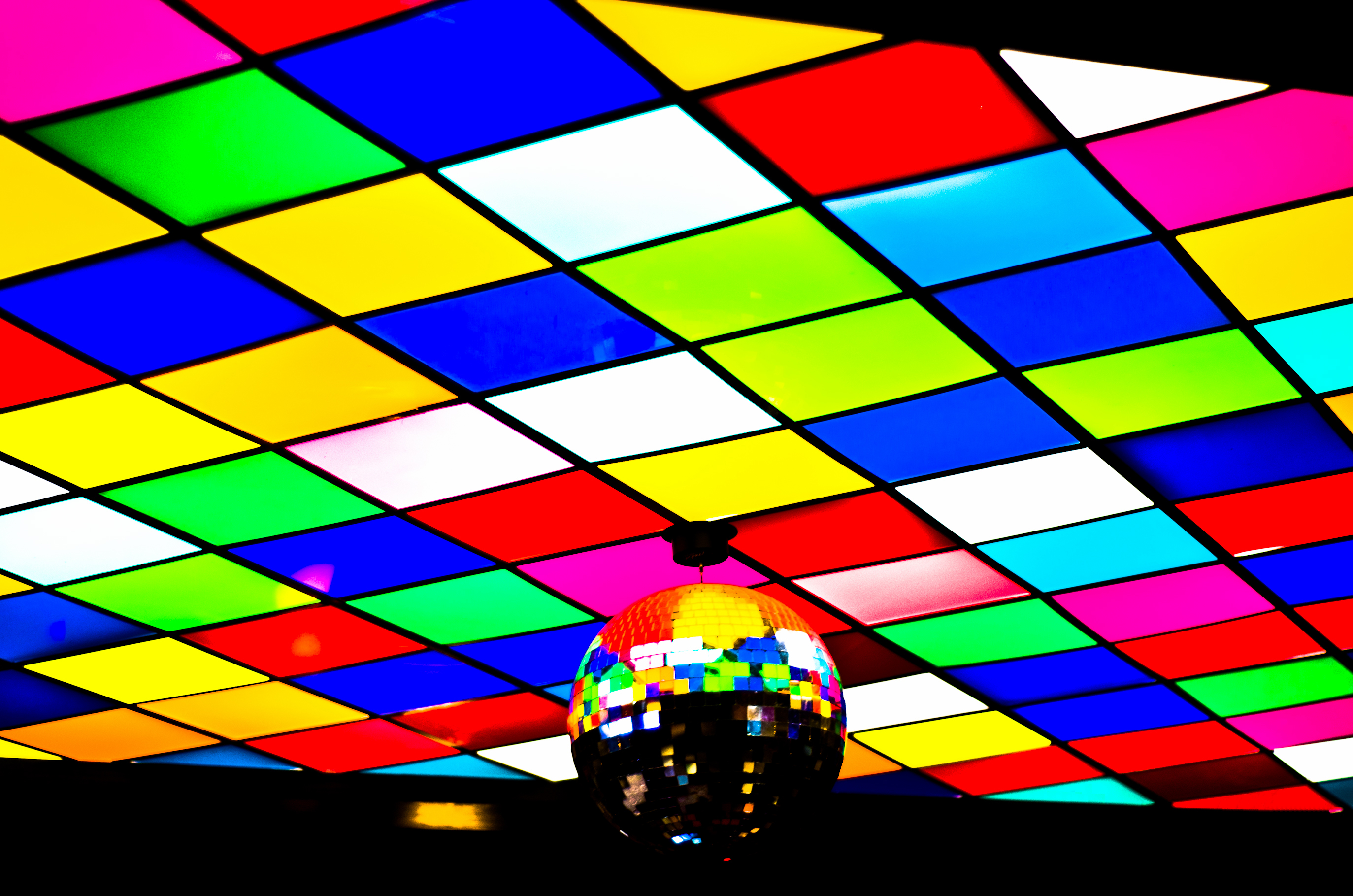
텍사스 디스코테크

디스코(Disco)는 1970년대 미국의 나이트클럽에서 등장한 댄스음악이다. 등장 당시에는 주류 음악 장르에서 벗어난 서브컬처의 위치에 있었다. 디스코는 베이스 드럼의 포온더플로어 비트 위로 당김음을 사용한 베이스 라인, 일렉 기타 등의 리듬 기타, 금관악기, 전기 피아노, 신디사이저가 협주하였다.
디스코는 1960년대 후반에서 1970년대 초반 사이 필라델피아와 뉴욕의 아프리카계 미국인, 히스패닉, 이탈리아계 미국인 등과 게이 사이에서 시작된 장르 혼합 음악이다. 이 시기 미국 대중 음악의 주류는 록 음악이었고 디스코는 이러한 주류 문화에 대한 반발로 볼 수 있다. 1970년대에 들어 디스코가 인기를 누리게 되면서 "허슬", "범프", "워터게이트", "버스탑"과 같은 춤들이 개발되었다.
1970년대의 디스코 음악은 미국과 유럽의 음악인들에 의해 더욱 발전하였다. 널리 알려진 음악인과 그룹으로는 비지스, ABBA, 도나 서머, 글로리아 게이너, 조르조 모로더, 바카라, 보니 M., 어스, 윈드 & 파이어, 샤카 칸, 시크, KC 앤드 더 선샤인 밴드, 셀마 휴스턴, 시스터 슬레지, 실베스터, 트램프스, 다이애나 로스, 쿨 & 더 갱, 빌리지 피플 등이 있다. 디스코 스타들이 대중의 이목을 끄는 동안 음악 프로듀서들이 장르 발전에 중요한 역할을 하였다. 1970년대 후반까지 미국 대부분의 주요 도시에 디스코를 즐길수 있는 나이트클럽이 번창하였고, 맨해튼의 스튜디오 54와 같은 클럽에서 음악을 선곡하여 들려주던 디스크 자키들은 유행하는 댄스 음악을 모아 자신만의 믹싱을 선보였다. 나이트클럽에 가는 사람들은 춤을 추는 동안 쉽게 움직일 수 있도록 주로 헐렁한 바지나 드레스를 입었고 이들 의상은 잔뜩 치장이 달리고 반짝이는 화려한 경우가 많았다. 한편, 나이트클럽은 춤 뿐만 아니라 마약의 유통 장소이기도 하였다. 클럽 안은 마약이 너무 흔해서 "디스코 비스킷"이라 불리기도 하였다. 디스코 클럽은 일시적인 성적 만남이 이루어 지는 곳이기도 하여서 이 시대의 난잡함을 보이는 성혁명을 반영하기도 하였다. 《토요일 밤의 열기》(1977년), 《금요일 밤의 열기》(1978년)와 같은 영화의 인기는 디스코가 대중 음악의 주류로 상승하는데 기여하였다.
1979년 7월 12일 미국의 메이저 리그 베이스볼의 홍보를 위해 열린 디스크 축제가 폭동으로 변질된 디스코 데몰리션 나이트 이후 미국에서 디스코의 인기는 쇠퇴하기 시작하였다. 그러나 이탈리아를 비롯한 일부 유럽 국가에서 디스코의 인기는 1980년대까지도 계속되었고. 인도의 벨리댄스와 중동의 가잘 같은 전통 음악에도 영향을 주었으며, 일렉트로닉 댄스 음악, 하우스 음악, 힙합, 뉴 웨이브, 댄스 펑크, 포스트디스코 등의 음악 장르 발전에 중요한 영향을 미쳤다. 1990년대 이후 몇 차례의 디스코 부흥기가 있었으며 오늘날에도 미국과 유럽의 음악 전반에 강한 영향을 주고 있다. 21세기에 들어 만들어진 디스코 음반으로는 Confessions on a Dance Floor, Random Access Memories, Future Nostalgia, 카일리 미노그의 Disco가 있다.

## 어원
"디스코"(disco)는 프랑스어 "디스코테크"(discotèque)의 준말이다. 원래는 축음기용 레코드 디스크를 모아놓는 음악감상실을 가리키는 말이었고, 1950년대 미국에서도 같은 의미로 사용되었다. 프랑스에서 "디스코테크"는 1940년대 무렵 단순한 음악감상실이 아니라 춤을 추는 나이트클럽을 뜻하게 되었고, 몇몇 클럽은 자신들의 명칭으로 이를 사용하였다. 1960년대의 영국 잡지는 파리의 나이트클럽을 "디스코테크"로 소개하였다. 1964년 여름 미국에서 짧은 민소매 드레스가 "디스코테크 드레스"로 불리며 잠시 큰 인기를 끓었다. 1964년 7월 12일자 《솔트레이크 트리뷴》은 이 드레스를 "디스코"라고 소개하였다. 같은 해 9월 《플레이보이》 는 로스앤젤레스의 나이트클럽을 "디스코"로 소개하였다.
디스코를 음악 장르에 대한 명칭으로 처음 사용한 사람은 빈스 앨러티이다. 그는 1973년 9월 《롤링 스톤》에 "디스코테크 록 파아아아티"(Discotheque Rock Paaaaarty)라는 특집 기사를 썼다.

## 음악적 특징

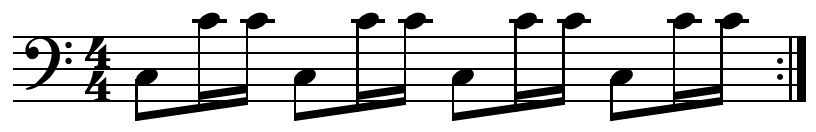
디스코 베이스 패턴.

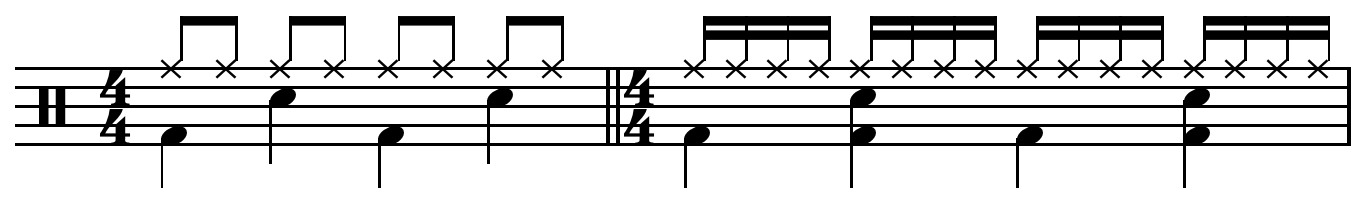
록과 디스코의 드럼 패턴 비교: 디스코(오른쪽)는 비트를 더욱 세분화하여 포온더플로어로 연주한다.

전자 피아노가 연주하는 백그라운드 "패드" 위로 리듬 기타를 담당하는 일렉 기타의 "치킨 스크래치"가 놓인다. 디스코의 경우엔 록과 달리 리드 기타는 덜 쓰인다. 기타줄을 가볍게 눌러 음을 죽인 상태에서 재빨리 손을 때 "포커"를 낸 상태에서 브리지에 매우 가깝게 재빨리 여러 번 치는 기법인 "로스터 스크래치"가 사용되었다. 전통적인 피아노 외에도 초기 전자 오르간 , 신디사이저, 기계식 전자 키보드와 같은 다양한 건반 악기도 동원되었다. 조르조 모로더가 모그 신시사이저를 사용하여 제작한 도나 서머의 1977년 "I Feel Love"는 신디사이저를 사용한 최초의 디스코 트랙 가운데 하나였다.
대부분의 디스코는 베이스 드럼의 포온더플로어 비트와 8분 음표를 따르는 하이햇의 쉿쉿 거리는 오픈 비트, 그리고 묵직한 당김음을 내는 베이스 라인으로 리듬을 구성한다. 헤럴드 멜빈 앤 더 블루 노츠의 1975년 노래 "Bad Luck"에서 얼 영의 하이햇 연주가 실수로 크게 녹음되었는데 오히려 이것이 사람들의 취향에 맞아 디스코의 일반적인 하이햇 연주로 자리잡게 되었다고 한다. 디스코 곡들은 룸바, 삼바, 차차차와 같은 라틴 리듬도 사용하였다. "디스코 사운드"로 알려진 선율은 현악기와 호른 같은 관악기의 선형 연주에 의존한다. 이들 악기는 잔향이 많은 보컬의 치솟는 노래와 어울려 연주되고 그 뒤로 전자 피아노 등의 건반악기와 치킨 스트레치를 내는 리듬 기타가 섞인다. 디스코는 이와 같이 끊임 없이 소리가 이어지는 월 오브 사운드를 의도하였는데 이는 나이트클럽과 같은 공간에서 춤을 추기 위해 만들어진 디스코 음악의 특징으로 자리잡았다. 그러나 디스코의 쇠퇴 이후 조금 더 적은 규모의 악기들로 사이 사이 쉼이 있는 미니멀 디스코가 제작되기도 하였다.

## 제작
1970년대 대중음악에서 "디스코 사운드"는 다른 장르에 비해 제작 비용이 컸다. 단순한 4인조 밴드가 주를 이루는 펑크나, 1960년대 후반의 솔 음악 또는 재즈의 소규모 오르간 트리오와 달리, 디스코는 오케스트라에 비할 정도로 여러 악기가 사용되는 대규모 밴드였다.
디스코는 작곡 뒤에도 오케스트레이터와 같은 숙련된 편곡자의 손을 거쳤다. 음반의 제작에는 다시 이펙터를 통해 사운드를 가공하고 멀티트렉 녹음 기술을 사용하였다. 수 많은 악기 섹션이 포함된 복잡한 편곡의 음악을 녹음하려면 연주를 위한 지휘자, 각 섹션 별 악보를 만들 악보제작자, 녹음을 담당하는 오디오 엔지니어, 그리고 연주자와 보컬을 담당할 가수가 한 팀을 이루어 작업해야 하였다. 디스코 곡에는 무려 64개 트랙의 보컬과 악기가 사용되기 때문에 오디오 엔지니어의 믹싱 작업은 노래 제작 과정에서 중요한 역할을 하였다. 이러한 복잡한 과정을 거쳐 나온 "디스코 사운드"는 당시 다른 장르의 음악과 다른 특유의 감성과 화려함이 돋보이는 음악이었다. 1970년대 초반 싱글 음반의 표준은 45 RPM으로 턴테이블에서 회전하는 3 분짜리 7 인치 LP였다. 나이트클럽에서 춤을 추기 위한 노래였던 디스코는 이 보다 더 긴 시간 재생될 수 있는 디스크가 필요했고, 톰 멀튼은 마스터링 엔지니어 조세 로드리게즈의 도움을 받아 10 인치 디스크를 제작하였고 이후 12 인치의 더 큰 디스크를 만들었다. "맥시 싱글" 이라 불린 12인치 싱글 디스크는 이후 디스코의 표준 형식이 되었다.

## 클럽 문화

### 디스코 클럽

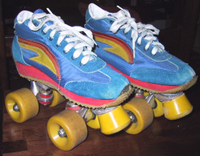
블루 디스코 쿼드 롤러스케이트

1970년대 후반까지 미국 대부분의 주요 도시에서 디스코 클럽이 번창하였다. 뉴욕이 가장 두드러졌으나 필라델피아, 샌프란시스코, 마이애미, 워싱턴 DC에도 나이트클럽이나 디스코텍으로 불리던 디스코 클럽이 있었다. 미국 특유의 개인 집에서 열리는 파티 문화에서도 디스코는 흔히 재생되었다.
1970년대를 풍미한 디스코 클럽으로는 뉴욕의 크리스토 디스코, 더 생츄어리, 레비터쿠스, 스튜디오 54, 패러다이스 게라지와 같은 곳이 있었고, 필라델피아의 아르터미스, 로스앤젤레스의 스튜디오 원, 시카고의 듀건스 비스트로, 에틀랜타의 더 라이브러리가 있다. 70년대 후반 맨해튼 미드타운에 있는 스튜디오 54는 두말 할 나위 없는 세계에서 가장 유명한 나이트클럽이었다. 스튜디오 54는 디스코 클럽 문화의 전반적인 성장에 중요한 역할을 했지만, 발코니는 성적 만남을 위한 곳으로 유명했고, 내부에서는 마약 사용이 만연하여 쾌락만을 탐닉하는 곳으로 악명이 높았다. 스튜디오 54의 댄스 플로어에 그려진 장식은 달의 그림자를 남자로 묘사한 그림 속에 코카인을 다룰 때 사용하던 작은 스푼이 묘사되어 있었다.
1979년까지 미국에는 15,000~20,000개의 디스코 클럽이 있었다. 디스코 클럽들은 디스코 쇠락과 함께 운영난을 겪으며 그 수가 줄었다. 2001년 프랜차이즈화 된 디스코 클럽이 문을 연 것을 제외하면 주말에 디스코 클럽에 모여 밤새 춤을 추는 모습은 이제는 지나가버린 1970년대를 상징하는 옛 모습으로 남게 되었다.

### 음향 및 조명 장비

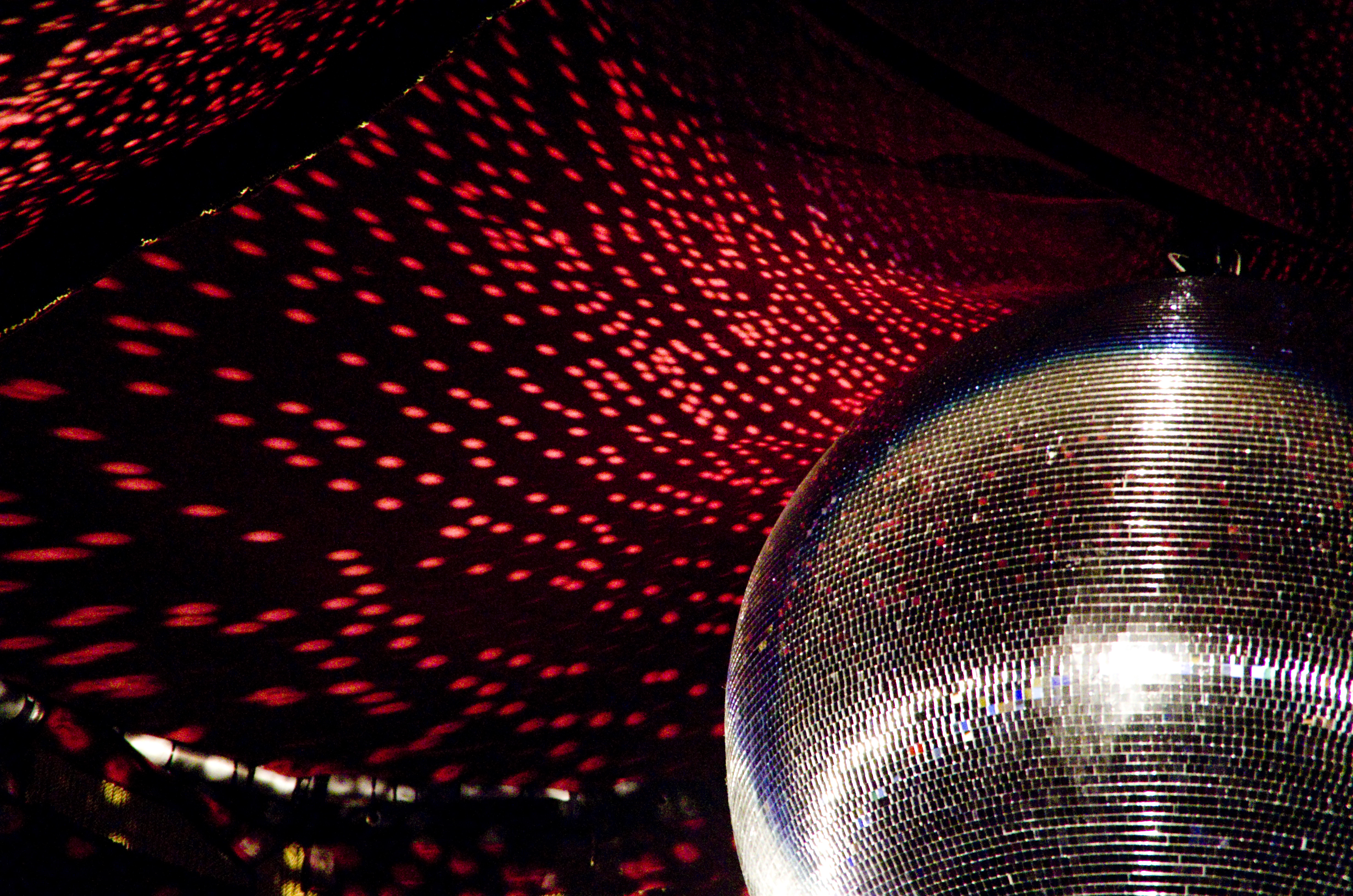
디스코 클럽의 상징이었던 디스코 볼

디스코 클럽은 강력한 베이스가 울려퍼지는 하이파이 사운드 시스템과 디스코 볼과 같은 현란한 조명 장치로 상징되었다. 플로어와 맞닿는 서브우퍼와 고음을 재현하는 트위터 어레이에서 적절한 순간에 고음과 저음이 울려나왔다. 클럽에서 춤추는 사람들은 강렬한 포온더플로어의 리듬으로 댄스 플로어가 울리는 진동을 느낄 수 있었다.

### 디스크 자키
디스코 시대의 디스크 자키는 싱글 디스크를 원래 그대로 재생하기 보다 릴테이프를 사용하여 기존 노래를 섞고 새로운 사운드를 추가하는 믹싱을 하여 재생하는 쪽이 일반적이었다. 능숙한 디스크 자키는 곡 사이에 자신을 소개하고 청중의 행동을 요구하고 각종 음향 장치를 사용하여 극적인 효과를 내며 인기를 누렸다.
디스크 자키 가운데 몇몇은 직접 디스코 음반 제작에 참여하기도 하였다. 예를 들어 레리 레번은 디스크 자키로 활동하면서 많은 음반을 제작하는 음악 프로듀서로도 활동하였다.

### 춤

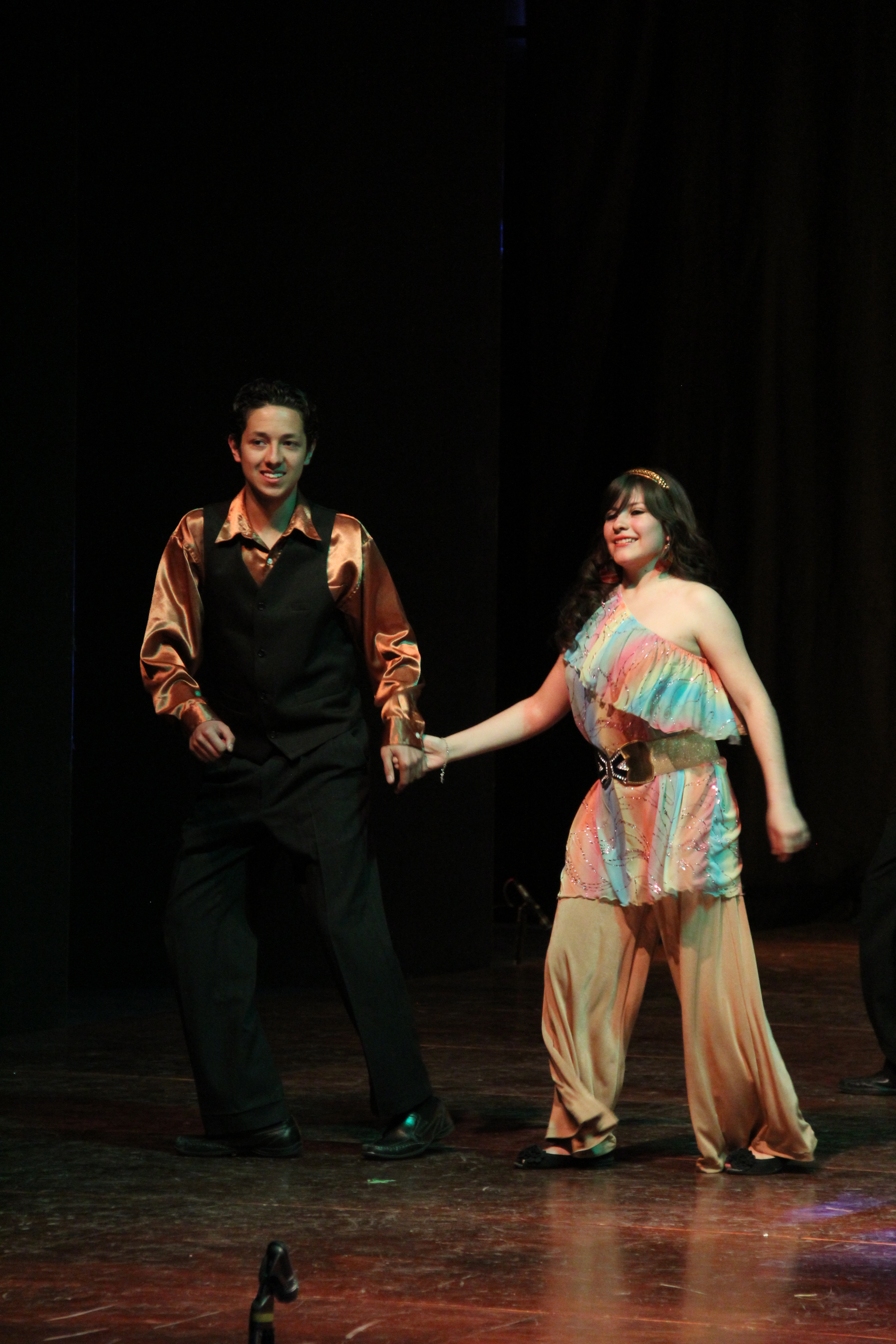
디스코 댄서들은 보다 편안하게 춤출 수 있도록 헐렁한 바지와 흐르는 듯한 드레스를 입었다.

초기 디스코 댄스는 리듬에 맞추어 저마다의 방식으로 춤추는 "프리스타일"이 주를 이루었지만, 점차 정형적인 동작이 만들어졌다. 1975년까지 주도적인 형식은 "허슬"로 리듬에 맞춰 시계 방향이나 반시계 방향으로 몸을 돌리는 스탭을 밟으면서 여러 손동작을 하는 방식이었다. 이후 "범프", "펭귄", "부갈루", "워터게이트", "로봇"과 같은 다양한 양식이 유행하였다.
디스코가 풍미하던 시대에 많은 나이트클럽은 무료 댄스 강습을 열고 대스 경연대회를 개최하였다. 1973년 샌프란시스코의 캐런 러스트가턴이 출간한 《디스코 댄스 완벽 가이드》(The Complete Guide to Disco Dancing)는 디스코 댄스의 유형을 구분하고 그 동안 혼용되던 차차차와 같은 라틴 댄스와의 차이점을 구별하였다. 이 책은 《뉴욕타임스》 베스트셀러 목록에서 13주 동안 1위를 차지하며 인기를 끌었고 이후 중국어, 독일어, 프랑스어로도 번역되었다. 코카콜라의 후원으로 시카고에서 시작된 《스탭 바이 스탭 디스코 댄스》 텔레비전 쇼는 큰 성공을 거두었고 디스코에 대한 대중의 관심을 높였다. 이 텔레비전 쇼는 일반인을 모집하여 일주일 동안 디스코 댄스를 가르친 뒤 토요일 공연을 펼쳤다.
전문 디스코 댄스 그룹도 1970년대에 주로 활동하였고 일부는 1980년대까지 명성을 유지하였다. 디스코를 다룬 영화 《토요일 밤의 열기》(1977년), 《페임》(1980년), 《디스코 댄서》(1982년), 《플래시댄스》(1983년) 등은 디스코 댄스의 유형을 사람들에게 소개시키는 역할도 하였다. 대중적인 관심으로 1979년 텔레비전 댄스 경연 프로그램 《댄스 피버》가 인기를 누렸다.

### 패션
1970년대 후반 디스코 패션이 크게 유행하였다. 디스코 클럽을 좋아하는 사람들은 화려한 옷을 입고 춤을 추러 나갔다. 주로 입는 의상은 남자의 경우 조금 헐렁한 슈트 속에 반짝이는 폴리에스테르 셔츠를 입었고 종종 단추 몇을 풀러 가슴을 드러냈다. 보다 편한 스타일로는 나팔바지와 이중 뜨개질을 한 폴리에스테르 셔츠를 입었다. 여성들은 할스턴과 같은 투명하고 흐르는 드레스나 헐렁한 플레어 팬츠를 입었는데, 일부는 노출이 심한 섹시한 옷을 입기도 하였다. 등이 없는 홀터탑, 디스코 팬츠, 매우 짧은 "핫팬츠", 몸에 꼭 맞는 스판덱스 재질의 "캣슈트"와 같은 것이 유행하였다.

### 마약과 일회적 성관계
디스코 클럽은 마약의 온상이기도 하였다. 코카인과 같은 마약은 시끄럽고 베이스가 강한 디스코 음악과 강렬한 조명을 더욱 자극적으로 느끼게 하였다. 마약과 함께 일회적 성관계도 쉽게 이루어졌다. 플로어는 유혹의 장소로 쓰였고 매점 뒤편이나 출구 계단, 발코니 등에서 성관계를 맺는 경우가 흔했다. 디스코 클럽은 게이들의 성관계 장소로도 이용되었는데 당시에는 아직 HIV-AIDS가 보고되지 않았기 때문에 이들의 성관계는 보호되지 않는 방식으로 이루어졌다. 디스코 클럽의 일회적 성관계는 보수적 입장에서 보면 난잡한 쾌락의 탐닉이었지만, 당시 젊은 세대에게는 보다 자유로운 관계를 나타내는 지표였다.

## 쇠퇴

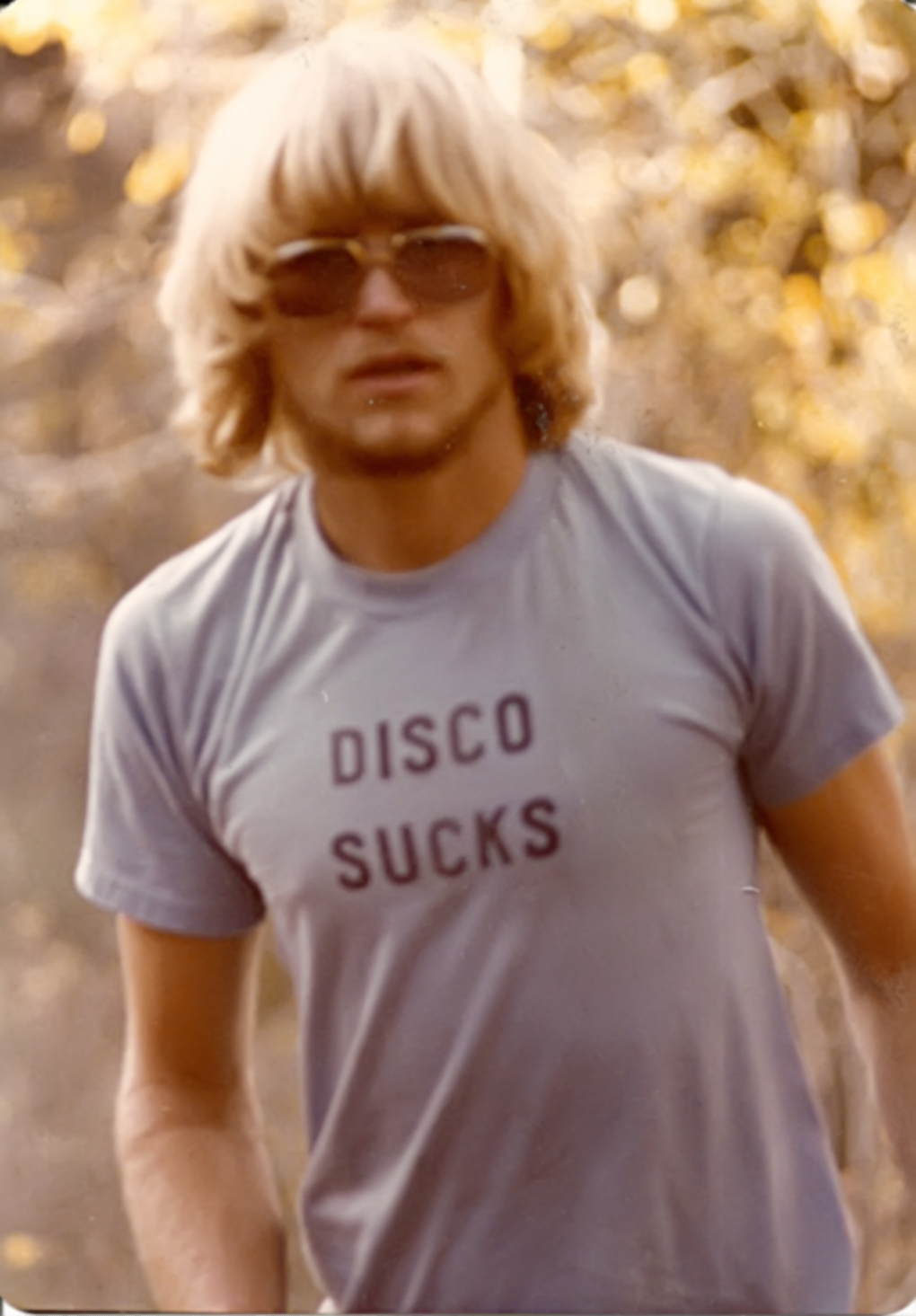
"디스코 짜증나" 티셔츠를 입은 남자.

1970년대 말부터 특히 미국의 록 음악 팬과 음악가들 사이에서 반디스코 정서가 일어났다. 이들은 디스코가 아무 생각 없는 소비주의적인 과잉생산물에 불과하고 디스코에 빠져드는 것은 현실도피일 뿐이라고 비판하였다. 이러한 생각이 널리 퍼지면서 "디스코 짜증나"(Disco sucks), "디스코에 죽음을"(Death to disco)과 같은 슬로건이 유행하였다. 로드 스튜어트나 데이비드 보위 등의 록 음악가는 자신의 노래에 디스코 요소를 가미하였다가 "돈에 팔렸다"는 비난을 받았다.
미국과 영국의 펑크 팬들 역시 디스코에 적대적이었다. 데드 케네디스의 젤로 비아프라의 노래 "Saturday Night Holocaust"는 노골적인 반디스코 노래였으며 디스코를 현실에 대한 무관심과 도피주의로 유명한 바이마르 시대 독일의 카바레로 비유하였다. 디보의 마크 머더즈보 역시 디스코를 "몸매만 훌륭하고 두뇌가 없는" 정치적 무관심의 산물이라고 평가했다.
1979년 7월 12일 디스코 축제가 폭동으로 변질된 디스코 데몰리션 나이트가 일어날 때까지 미국 음악 차트의 상위 6개 음반은 디스코 곡이었지만 9월 22일 미국 톱 10 차트에서 스무드 재즈 기반에 디스코가 가미된 허브 앨퍼트의 곡 말고는 디스코가 전부 사라졌다. 일부 언론은 축하하는 어조로 디스코가 "죽었다"고 선언하며 록의 부활을 반겼다. 디스코 데몰리션 나이트는 디스코 쇠퇴의 결정적 사건이었지만 이미 그 전부터 쌓여오던 반감이 이 사건으로 폭발한 것으로 보인다.
디스코는 대중적 인기를 잃고 쇠퇴하였지만 하우스, 테크노, 유로댄스와 같은 일렉트로닉 댄스 뮤직 장르의 발전에 중요한 역할을 하였다.

## 같이 보기
- 유로팝
- 유로디스코